# 李承宏
李承宏（?—764年），唐朝唐高宗與武則天的次子章懷太子李賢之孫，邠王李守禮長子（《資治通鑒》誤作其孫），金城公主的兄弟，封廣武王。
李承宏曾為秘書監、宗正卿同正員，但秘書監只是榮銜，他並未真正主管秘書省。後因交友不當，貶房州別駕，後又回京任宗正卿，仍然只是榮銜，沒有真正行使職權。
廣德元年（763年）十月，吐蕃集中約二十萬軍隊東進，唐代宗出奔陜州。十月九日，吐蕃軍直入長安，占領長安十五天，唐朝叛將高暉和吐蕃大將馬重英立李承宏為皇帝，並設置百官，以翰林學士于可封、霍瑰為宰相。新舊《唐書》及《通鑑》記載曾改年號，名稱不明。後吐蕃軍因唐朝勤王之軍逼近，十月二十一日吐蕃軍主動撤出長安，李承宏出逃到荒郊野草中，被郭子儀軍所俘，唐代宗赦免之，十二月二十八日流放華州。唐代宗十二月回長安，李承宏不久死去。